# Палиці
Пали́ці (болг. Палици) — село у Великотирновській області Болгарії. Входить до складу общини Єлена.

## Населення
За даними перепису населення 2011 року у селі проживали 158 осіб.
Національний склад населення села:
| Національність   | Кількість осіб | Відсоток |
| ---------------- | -------------- | -------- |
| болгари          | 129            | 84,3%    |
| цигани           | 21             | 13,7%    |
| турки            | 0              | 0%       |
| інша             | 0              | 0%       |
| не визначились   | 3              | 2,0%     |
| Всього відповіли | 153            |          |

Розподіл населення за віком у 2011 році:
Динаміка населення: